# 新疆维吾尔自治区于田监狱
新疆维吾尔自治区于田监狱是位于新疆维吾尔自治区和田地区于田县的一所监狱，隶属于新疆维吾尔自治区司法厅监狱管理局。所在区域亦以“于田监狱”之名列为于田县的一个类似乡级单位。

## 行政区划
下辖以下地区：第二监狱社区、第三监狱社区和第一监狱社区。